# دیوید وینترز
دیوید وینترز (انگلیسی: David Winters؛ زادهٔ ۵ آوریل ۱۹۳۹) یک کارگردان، و طراح رقص اهل ایالات متحده آمریکا است.
وی همچنین برنده جوایزی همچون جایزه امی شده‌است.